# Kressbronner Kreis
Der Kressbronner Kreis war der Koalitionsausschuss der ersten Großen Koalition in der Bundesrepublik Deutschland und bestand zwischen 1967 und 1969. Er ist nach dem baden-württembergischen Ort seiner ersten Sitzung, Kressbronn, benannt.

## Gründung
Die Gründung des Kressbronner Kreises entbehrt nicht einer gewissen Ironie, waren die Regierungsparteien doch mit dem Vorsatz angetreten, als Große Koalition keinen Koalitionsausschuss nach „österreichischem Vorbild“ zu etablieren. Schließlich aber habe sich aus der angestauten Konfliktmasse insbesondere in der Außenpolitik ein zu großer Druck entwickelt, so dass eine Möglichkeit gefunden werden musste, Probleme abzuarbeiten. Das erste Treffen fand so am 4. September 1967 statt. Insgesamt gab es 37 Sitzungen des Kressbronner Kreises. Der Kressbronner Kreis hat dabei sichergestellt, dass sich die beiden Fraktionsvorsitzenden regelmäßig mit den Regierungsmitgliedern austauschen konnten. Regelmäßige Teilnehmer waren so die Parteivorsitzenden, Bundeskanzler Kurt Georg Kiesinger (CDU), Bundesaußenminister Willy Brandt (SPD) und Bundesfinanzminister Franz Josef Strauß (CSU), die Vorsitzenden der Regierungsfraktionen Rainer Barzel, Helmut Schmidt ebenso wie ihre Stellvertreter Richard Stücklen und Alex Möller. Ebenso regelmäßig war Herbert Wehner, als stellvertretender Vorsitzender der SPD und Bundesminister für gesamtdeutsche Fragen Teil des Kressbronner Kreises.

## Themen
Helmut Schmidt hat über den Kressbronner Kreis gesagt, er sei eine Möglichkeit, die Regierung über die Grenzen des „Mittragenwollens und Mittragenkönnens durch die beiden Regierungsfraktionen“ zu informieren. Thema waren so alle großen Sachfragen der Großen Koalition: die Reform des Wahlrechts und die Frage der Verjährung von Mord und Völkermord standen ebenso auf der Tagesordnung wie die Finanzverfassungsreform, der Atomwaffensperrvertrag und die Deutschland- und Ostpolitik. Häufig wurden im Kressbronner Kreis zudem taktische Fragen thematisiert, wie die Koalitionsfraktionen sich im parlamentarischen Prozess verhalten sollen. So zum Beispiel im Rahmen der konfliktreichen Notstandsgesetzgebung. Die Behandlung erfolgte im Regelfall vor einer Befassung im Kabinett.
Die Protokolle des Kressbronner Kreises sind in der Reihe „Forschungen und Quellen zur Zeitgeschichte“ des Archivs für Christlich-Demokratische Politik veröffentlicht.

## Selbsteinschätzung
Der spätere Bundespräsident Karl Carstens sah im Kressbronner Kreis im Nachhinein ein Erfolgsmodell, ohne den die von ihm wahrgenommenen Errungenschaften der großen Koalition unter Kiesinger nicht zustande gekommen wären. Carstens hatte als Chef des Bundeskanzleramtes ab Januar 1968 die Sitzungen des Kreises regelmäßig protokolliert.